# Thurgood Marshall Jr.
Thurgood Marshall Jr. (Nova Iorque, 12 de agosto de 1956) é um advogado estado-unidense e filho do antigo juiz associado da Suprema Corte dos Estados Unidos, Thurgood Marshall.
Thurgood Marshall Jr. trabalhou na Casa Branca durante o governo Clinton e hoje atua na firma de advocacia Morgan, Lewis & Bockius, LLP. Ele também é um ex-presidente do conselho de administração do Serviço Postal dos Estados Unidos e atual membro do conselho da Fundação Ford. De acordo com documentos arquivados pela SEC, ele é um diretor ativo do conselho da Corrections Corporation of America, a maior fornecedora comercial de prisões federais e de transporte a presidiários nos Estados Unidos. Desde 2012, Marshall também é um diretor independente atuando na Genesco Inc., uma rede varejista internacional especializada em vender calçados com sede em Nashville, Tennessee.